# Шістдесят сім зупинок Черкащини
Шістдесят сім зупинок Черкащини – путівник авторства Романа Маленкова, присвячений мандрівкам Черкащини, який вийшов 2010 року у видавництві «Грані-Т» (м. Київ) в серії «Путівники». Містить велику кількість карт та фотографій.
Путівник зорієнтований на мандрівників і читачів, які цікавляться історією та архітектурною спадщиною Черкащини.

## Анотація
В путівник потрапили майже всі найвідоміші пам'ятки Черкаської області, але неможливо охопити все в такому форматі, саме тому не потрапили до путівника деякі перлини туристичної Черкащини, наприклад, каньйон на Гірському Тікичі в Буках. Представлені пам'ятки висвітлюють історико-культурні та природні характеристики цієї землі: тут є об'єкти часів Київської Русі, польського періоду, яскраві приклади козацької архітектури та атракції російсько-радянської імперської епохи. А ще є видатні пам'ятки природи… Тому — гайда на цю землю, таку багату на різноманітні видива!

## Загальна характеристика
Путівник описує 67 місць регіону і має 7 розділів: 
- Лівобережжя Черкащини
- Від Дніпра до Шполки
- У краю Богдана, гайдамаків і декабристів
- Між Россю та Тікичем
- Тарасів край
- Що за Умань без «Софіївки»?
- Західна Черкащина